# Rock Believer
Rock Believer es el décimo noveno álbum de estudio de la banda alemana de hard rock y heavy metal Scorpions, donde fue lanzado el 22 de febrero de 2022 en Europa y el 25 de febrero en América del Norte. Este fue el primer álbum de estudio de la banda con el baterista Mikkey Dee, quien reemplazó a James Kottak en 2016, y su primer álbum de estudio en siete años desde Return to Forever (2015), lo que lo convierte en la brecha más larga entre álbumes de estudio.

## Antecedentes
El 1 de mayo de 2015 en Zhenjiang (China) Scorpions inició el 50th Anniversary Tour, con la cual celebraban su quincuagésimo aniversario. Durante buena parte de ese año la banda tocó en varios países de Europa y Norteamérica, mientras que al siguiente sumó más presentaciones por esos continentes y realizó otros conciertos por distintas ciudades de Asia, Latinoamérica, Oriente Próximo y Oceanía. El 28 de abril de 2016, antes de comenzar el segundo tramo de espectáculos por los Estados Unidos, se anunció la incorporación temporal del baterista Mikkey Dee, debido a que James Kottak pasaba por un problema médico. No obstante, el 12 de septiembre se confirmó la estadía permanente de Dee. En noviembre, en un comunicado de prensa publicado en su sitio web oficial, Kottak confirmó que su salida de Scorpions se debió a que iba enfocarse en su tratamiento contra el abuso del alcohol. Al final, la gira conmemorativa terminó el 2 de diciembre de 2016 en Berlín.
El 22 de marzo de 2017, la banda informó la realización de una nueva gira de conciertos, con la confirmación de una serie de fechas por los Estados Unidos para septiembre. Llamada Crazy World Tour, en homenaje al álbum de mismo nombre, esta comenzó el 6 de junio en Montbéliard (Francia). En ese mismo año el sello Sony Music le sugirió a los músicos crear un álbum recopilatorio que incluyera sus principales power ballads y, además, los alentó que escribieran nuevas composiciones enfocadas en ese tipo de canción. Publicado el 24 de noviembre de 2017, Born to Touch Your Feelings: Best of Rock Ballads logró posiciones medias a bajas en las principales listas musicales europeas.
En agosto de 2018 el guitarrista Rudolf Schenker expresó al Digital Journal que existía la idea de grabar un nuevo álbum de estudio: «Todavía estamos esperando un momento de inspiración para hacer otro álbum, como lo hicieron Judas Priest y Metallica. Tienes que esperar hasta que sea el momento adecuado». Por su parte, en mayo de 2019 Klaus Meine aseguró que «podría haber un nuevo álbum en 2020». Mientras tanto, la banda aún realizaba las presentaciones de la gira Crazy World, pues esta se había ampliado hasta el 2019. Para finales de febrero y principios de marzo de 2020 se sumaron tres recitales en Australia y uno en Nueva Zelanda, Indonesia, Singapur y Filipinas. Sin embargo, los de Brisbane (24 de febrero) y Auckland (27 de febrero) tuvieron que ser cancelados después de que Meine tuviera que ser operado de emergencia para removerle un cálculo renal. Por su parte, el de Manila (7 de marzo) también fue cancelado, pero por motivos de la pandemia de COVID-19.

## Grabación
El progreso en Rock Believer fue lento durante más de dos años, con sesiones de escritura que comenzaron a mediados de 2019, y las sesiones de grabación iniciales comenzaron en julio de 2020 en Peppermint Park Studios en Hanover.  Se suponía que las sesiones tendrían lugar en Los Ángeles, pero la pandemia de COVID-19 significó que la banda grabaría el álbum de forma remota en Alemania, con la participación del productor Greg Fidelman a través de Zoom. Sin embargo, en una entrevista de marzo de 2021 con Robb Flynn de Machine Head, Dee reveló que Scorpions se vio obligado a desechar los planes para trabajar con Fidelman debido a la pandemia. Cinco meses después, Scorpions publicó un video en Facebook desde el estudio donde ensayaban una canción aún sin título para una próxima gira.

## Promoción
El 29 de septiembre de 2021, la banda anunció el lanzamiento de Rock Believer con el primer sencillo "Peacemaker", que se lanzó el 4 de noviembre, así como una gira mundial, programada para comenzar con nueve conciertos consecutivos en marzo de 2022 en Las Vegas, Nevada.

## Lista de canciones
| N.º | Título                                | Escritor(es)                                        | Duración |  |
| 1.  | «Gas In The Tank»                     | Schenker, Meine                                     | 3:42     |  |
| 2.  | «Roots In My Boots»                   | Schenker, Meine                                     | 3:18     |  |
| 3.  | «Knock 'Em Dead»                      | Schenker, Meine                                     | 4:12     |  |
| 4.  | «Rock Believer»                       | Schenker, Meine                                     | 3:57     |  |
| 5.  | «Shining Of Your Soul»                | Schenker, Greg Fidelman                             | 3:57     |  |
| 6.  | «Seventh Sun»                         | Schenker, Hans-Martin Buff, Ingo Powitzer, Fidelman | 3:18     |  |
| 7.  | «Hot And Cold»                        | Jabs                                                | 4:13     |  |
| 8.  | «When I Lay My Bones To Rest»         | Schenker, Meine                                     | 3:08     |  |
| 9.  | «Peacemaker»                          | Schenker, Meine, Mąciwoda                           | 2:57     |  |
| 10. | «Call Of The Wild»                    | Schenker, Meine                                     | 5:21     |  |
| 11. | «When You Know (Where You Come From)» | Schenker, Meine                                     | 3:08     |  |

| Edición de lujo (Limitada) |                                                          |                 |          |  |
| N.º                        | Título                                                   | Escritor(es)    | Duración |  |
| 12.                        | «Shoot For Your Heart»                                   | Meine           | 4:02     |  |
| 13.                        | «When Tomorrow Comes»                                    | Schenker, Meine | 3:51     |  |
| 14.                        | «Unleash The Beast»                                      | Schenker, Meine | 4:18     |  |
| 15.                        | «Crossing Borders»                                       | Jabs            | 3:38     |  |
| 16.                        | «When You Know (Where You Come From) (Acoustic Version)» | Schenker, Meine | 4:02     |  |

| Pista adicional en la edición japonesa |                     |              |          |  |
| N.º                                    | Título              | Escritor(es) | Duración |  |
| 13.                                    | «Out Go The Lights» | Schenker     | 3:39     |  |

| Pista adicional en la edición francesa |                            |              |          |  |
| N.º                                    | Título                     | Escritor(es) | Duración |  |
| 13.                                    | «The Language of My Heart» | Meine        | 3:54     |  |

| Pista adicional en la edición británica |               |                                 |          |  |
| N.º                                     | Título        | Escritor(es)                    | Duración |  |
| 13.                                     | «Hammersmith» | Schenker, Mikkey Dee, Magnus Ax | 3:44     |  |

## Miembros
- Klaus Meine: voz
- Matthias Jabs: guitarra líder, guitarra rítmica y guitarra acústica
- Rudolf Schenker: guitarra rítmica, guitarra líder
- Paweł Mąciwoda: bajo
- Mikkey Dee: batería